# Verbania
De stad Verbania ligt aan de westkant van het Lago Maggiore in de Noord-Italiaanse regio Piemonte. Het is de hoofdstad van de provincie Verbano-Cusio-Ossola. De gemeente is in 1939 gevormd door de fusie van de voormalige gemeenten Intra en Pallanza.

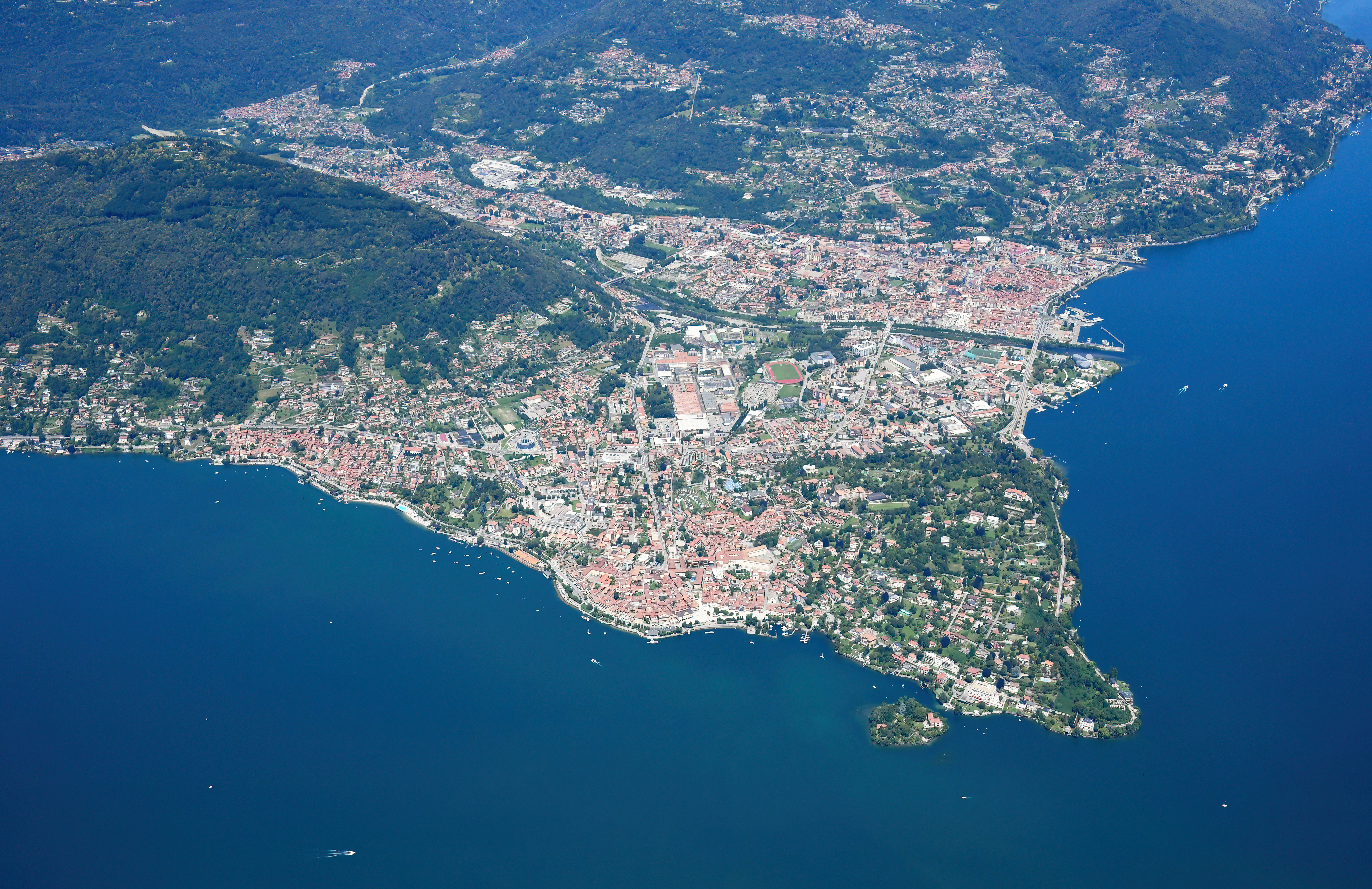
Verbania

## De ligging
Verbania is de grootste industriële en commerciële plaats aan het Lago Maggiore en sinds 1992 hoofdstad van de provincie Verbano-Cusio-Ossola. De stad bestaat feitelijk pas sinds 1939 toen de plaatsen Intra en Pallanza werden samengevoegd. Tussen de stad en het tegenover gelegen Laveno (provincie Varese (Lombardije) loopt de belangrijkste (veer)bootverbinding van het Lago Maggiore.
Het Lago Maggiore is een langgerekt meer met aan de westkant een zijarm, waarin de Borromeïsche Eilanden liggen. Precies op die hoek ligt Verbania. De stad wordt doorsneden door de SS34, een weg die vanaf Locarno langs de hele westkant van het meer loopt. Het ene deel van de stad ligt voor een groot deel langs het meer, het andere deel van de stad, met o.a. de beroemde Madonna de Campagna kerk, ligt aan de landkant van de weg.

## Bezienswaardigheden
Verbania heeft een klein historisch centrum met als belangrijkste monumenten de kerken Madonna di Campagna en San Leonardo. 

### Tuinen
In de 19de eeuw werd het Lago Maggiore ontdekt door Engelse reizigers, die er mooie zomerresidenties bouwden, o.a. de bekende Villa Taranto, met 16 hectare tuin, en het park van de Villa Giulia, aan het meer. De botanische tuinen rondom de Villa Taranto, na 1931 aangelegd door de adellijke Schotse kapitein Nail MnEcharn, zijn de grootste toeristische trekpleister van de stad. Ieder jaar worden deze door zo'n 150.000 bezoekers bezocht.
De tuin van de Villa San Remigio, 8 hectare tuin, is alleen op afspraak te bezichtigen. Het huis werd ruim honderd jaar geleden gebouwd door Silvio Della Valle di Casanova, musicus en dichter, en zijn Engelse echtgenote Sophia Brown, schilderes. De tuin werd iets later aangelegd en was in 1916 klaar. Een deel is bos, maar er is ook een Engelse tuin. Tot 1977 bleef het eigendom van de familie, nu is hier een kantoor van toerisme van de provincie Verbano-Cusio-Ossola gevestigd.

### Musea
Het Museum del Paesaggio in de Viani-Dugnani Mansion uit 1909 heeft ongeveer 5000 schilderijen in haar bezit. Het huis staat in Pallanza en toont vooral schilderijen met landschappen uit de omgeving.

### Borromeïsche Eilanden
Vanuit Verbania vertrekken boten naar de drie Borromeïsche Eilanden die op korte afstand van de stad liggen. Isola Bella heeft een dorpje met een kerk en een groot paleis uit de 17e eeuw; Isola Madre heeft een paleis uit de 18e eeuw, waar een beroemde collectie marionettenpoppen, -theaters en -accessoires te bezichtigen is; Isola dei Pescatori (Visserseiland) is kleiner en heeft enkele visrestaurants.

## Stedenband
Verbania heeft een stedenband met de volgende plaatsen:
- - Bourg-de-Péage, Frankrijk
- - Crikvenica, Kroatië
- - East Grinstead, Verenigd Koninkrijk
- - Mindelheim, Duitsland
- - Sant Feliu de Guíxols, Spanje
- - Schwaz, Oostenrijk

De grote Duitse wiskundige Bernhard Riemann ligt begraven in Verbania.

## Geboren
- Marco Baliani (1950), acteur, toneelschrijver en regisseur
- Agnese Bonfantini (1991), voetbalster
- Filippo Ganna (1996), wielrenner
- Wilfried Gnonto (2003), voetballer